# ووزی
ووزی (انگلیسی: Woozi؛ زادهٔ ۲۲ نوامبر ۱۹۹۶) خواننده، و خواننده-ترانه‌پرداز اهل کره جنوبی است.